# Horace Spencer
Horace Spencer (Warminster, Pennsylvania; 31 de enero de 1997) es un jugador de baloncesto estadounidense. Se desempeña como pívot, aunque también puede desempeñarse como ala-pívot. Actualmente juega en el Çağdaş Bodrum Spor de Turquía.

## Trayectoria

### Universidades
| Club          | País           | Clase     | Año         |
| ------------- | -------------- | --------- | ----------- |
| Auburn Tigers | Estados Unidos | Freshman  | 2015 - 2016 |
| Auburn Tigers | Estados Unidos | Sophomore | 2016 - 2017 |
| Auburn Tigers | Estados Unidos | Junior    | 2017 - 2018 |
| Auburn Tigers | Estados Unidos | Senior    | 2018 - 2019 |

### Clubes
| Club        | País      | Año             |
| ----------- | --------- | --------------- |
| Atenas      | Argentina | 2019 - 2021     |
| CSP Limoges | Francia   | 2021 - Presente |